# Manyu (vattendrag i Kamerun)
Manyu är ett vattendrag i Kamerun.   Det ligger i regionen Sydvästra regionen, i den västra delen av landet, 300 km nordväst om huvudstaden Yaoundé. Arean är 9 565 kvadratkilometer.